# Adam en Eva (Dürer, gravure)
Adam en Eva of De zondeval is een gravure van Albrecht Dürer uit 1504. Het is zijn eerste prent die hij van een Latijnse tekst voorzag: albertus durer noricus faciebat ("De Norische Albertus Durer maakte [dit]"), waarschijnlijk een toespeling op de gravure De tien naakte mannen van de Italiaan Antonio del Pollaiolo, wiens werk Dürer zo'n tien jaar eerder als studiemateriaal had gebruikt. Pollaiolo had zijn gravure gesigneerd met: opus antonii pollaioli florenttini ("Werk van de Florentijn Antonio Pollaiolo").

## Voorstelling
De prent beeldt het verhaal van de zondeval uit, zoals dat is beschreven in het Bijbelboek Genesis en in latere teksten van commentaar is voorzien. Adam probeert zich vast te klampen aan de boom des levens, maar de vruchten van de boom van de kennis van goed en kwaad, die Eva van de slang krijgt aangeboden, zien er verleidelijker uit dan de bessen waarmee de papegaai zich tevreden stelt. De papegaai werd in de vijftiende eeuw geassocieerd met Maria (omdat hij "Ave" kon zeggen). Ze werd in die tijd ook de nieuwe Eva genoemd, die de misstap van de oude Eva rechtzette. De verwijzing zou hier toepasselijk zijn, maar het is onduidelijk of Dürer dit ook bedoeld heeft.
De dieren op de achtergrond verwijzen waarschijnlijk naar een middeleeuwse interpretatie van de zondeval, die verband houdt met de theorie van de vier humeuren. Volgens deze theorie werden ziektes veroorzaakt door een verstoring van het evenwicht van de vier lichaamssappen, maar in het paradijs was dat nog niet aan de orde. Toen was alles nog in evenwicht en waren de mensen nog niet ontvankelijk voor ziektes – die kwamen pas na de zondeval in de wereld. Bij de verschillende diersoorten daarentegen heeft altijd een van de sappen het overwicht – en dat was ook in het paradijs al zo. Volgens onder anderen Panofsky heeft Dürer hierop gezinspeeld met de dieren op de prent: de kat is cholerisch en wreed, het konijn sanguinisch en wellustig, het rund flegmatisch en traag, en de eland melancholisch en somber. Een variant op deze humeurentheorie heeft Dürer later geïllustreerd in een houtsnede van de zondeval.

## Techniek
Ondanks alle symboliek die Dürer in de prent gestopt heeft, had hij eigenlijk een andere reden om deze prent te maken: hij wilde een demonstratie geven van twee lichamen van een perfecte schoonheid, gebaseerd op klassieke houdingen en proporties. De prent is daarmee een illustratie van zijn uitspraak: "Vor allen anderen Dingen ist uns lieblich zu sehen ein Schön menschlich Bild." Zijn belangrijkste voorbeelden voor deze prent waren twee beelden uit de klassieke oudheid die hij van Italiaanse tekeningen en prenten kende: de Apollo van de Belvedère en de Medici-Venus. De voorstudies, waaronder de tekening Apollo met de zonneschijf in het British Museum, wijzen erop dat hij oorspronkelijk Apollo en Diana (als de goden van de zon en de maan) wilde uitbeelden, maar op een gegeven moment besloot hij zijn anatomische studies uit te werken tot de prent met Adam en Eva. Een prent met Apollo en Diana zou later volgen.
Het resultaat is een van Dürers meest virtuoze prenten waarin hij met een uiterst verfijnde techniek veel aandacht besteedde aan de weergave van licht en donker en aan de verschillende structuren van de menselijke huid, de vachten van de dieren, boomschors en vegetatie. De dieren en planten zijn ongetwijfeld gebaseerd op de studies in potlood, pen en aquarel die hij naar de natuur maakte.

## Voorstudies

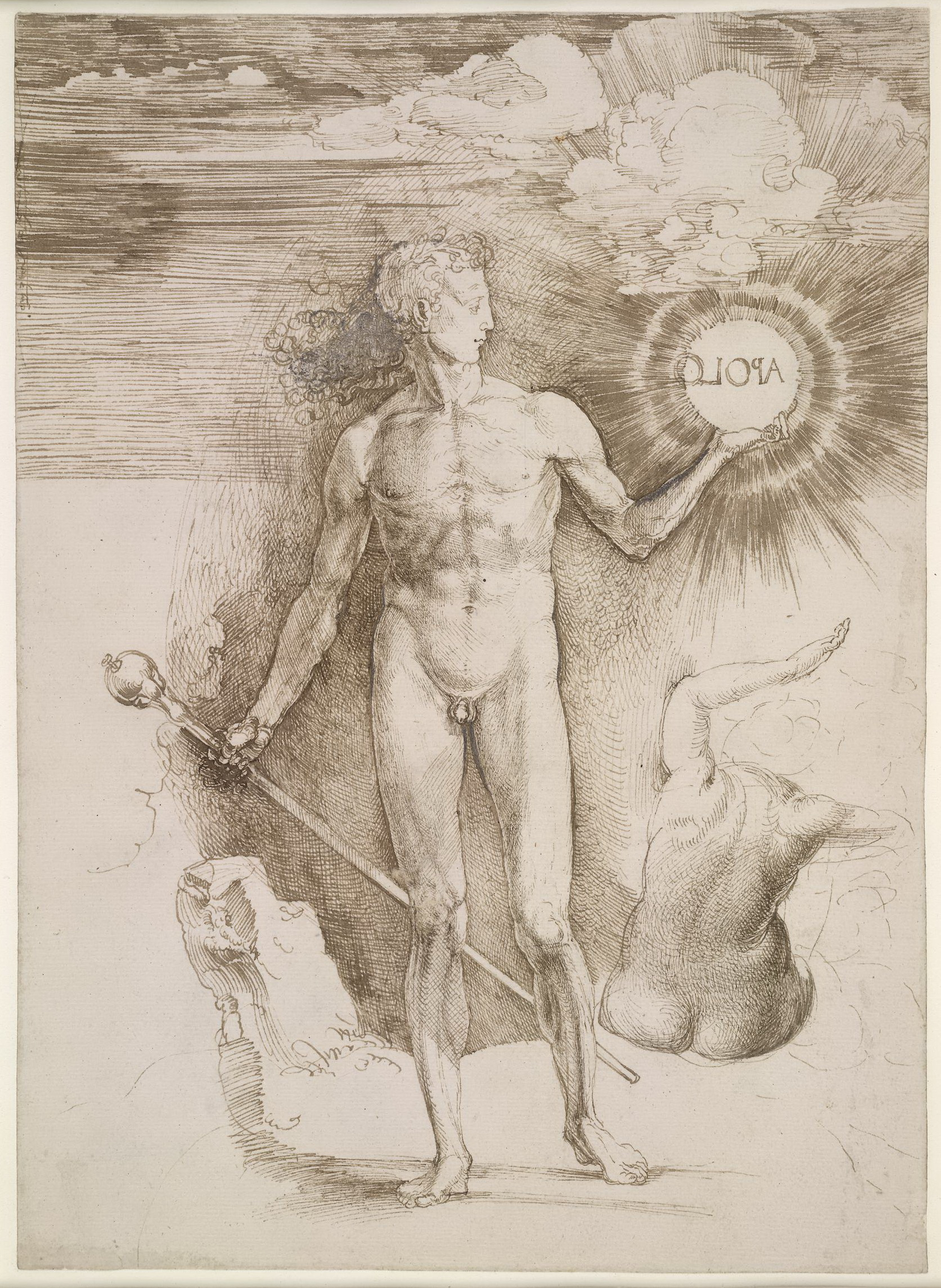
Albrecht Dürer, Apollo met de zonneschijf, ca. 1504, Londen, British Museum. Het opschrift APOLO staat in spiegelbeeld, een aanwijzing dat de tekening een voorstudie is voor een prent die nooit gemaakt is.
Albrecht Dürer, Adam en Eva, 1504, pen en waterverf, New York, Morgan Library & Museum
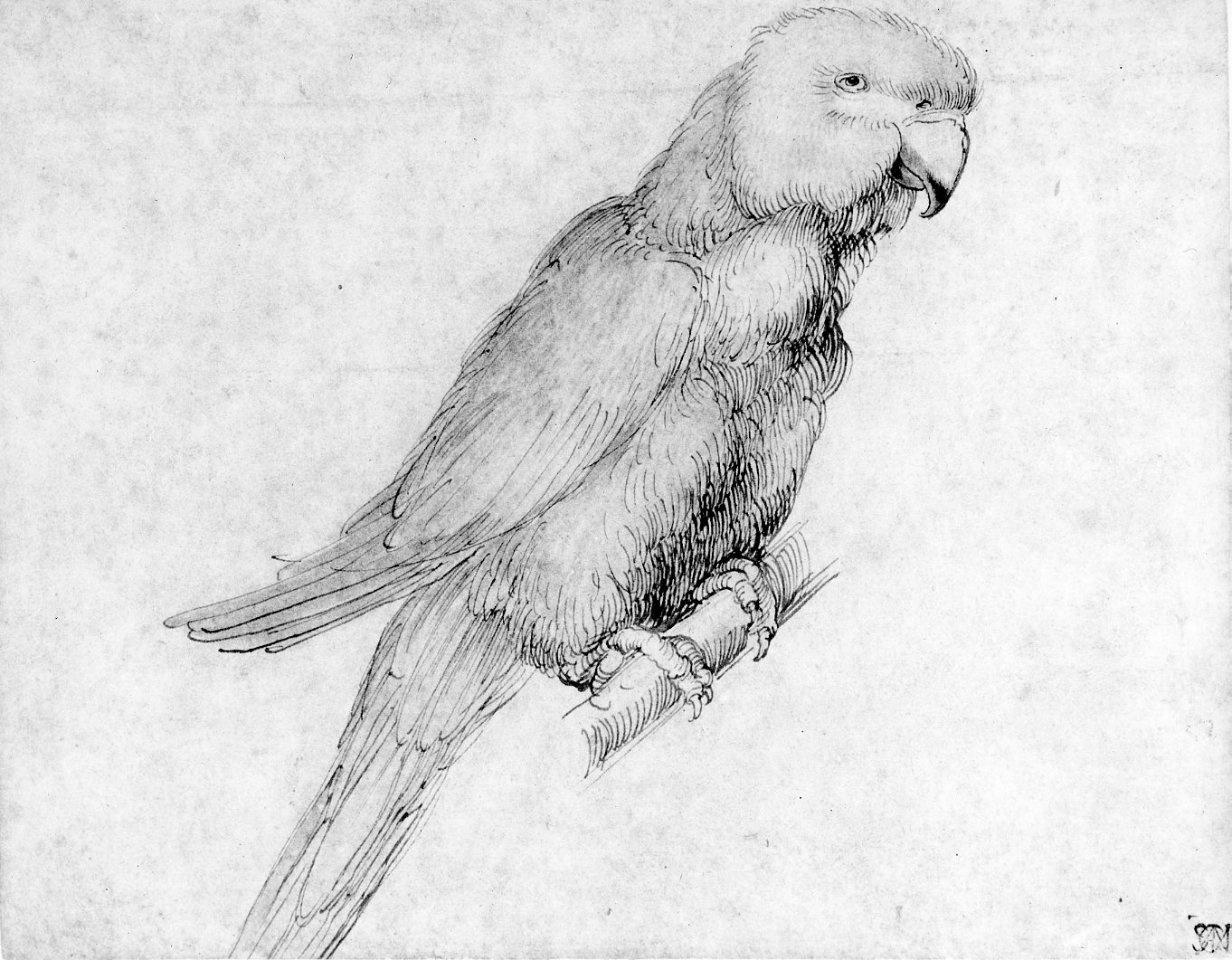
Albrecht Dürer, Papegaai, ca. 1502-1503, Milaan, Biblioteca Ambrosiana
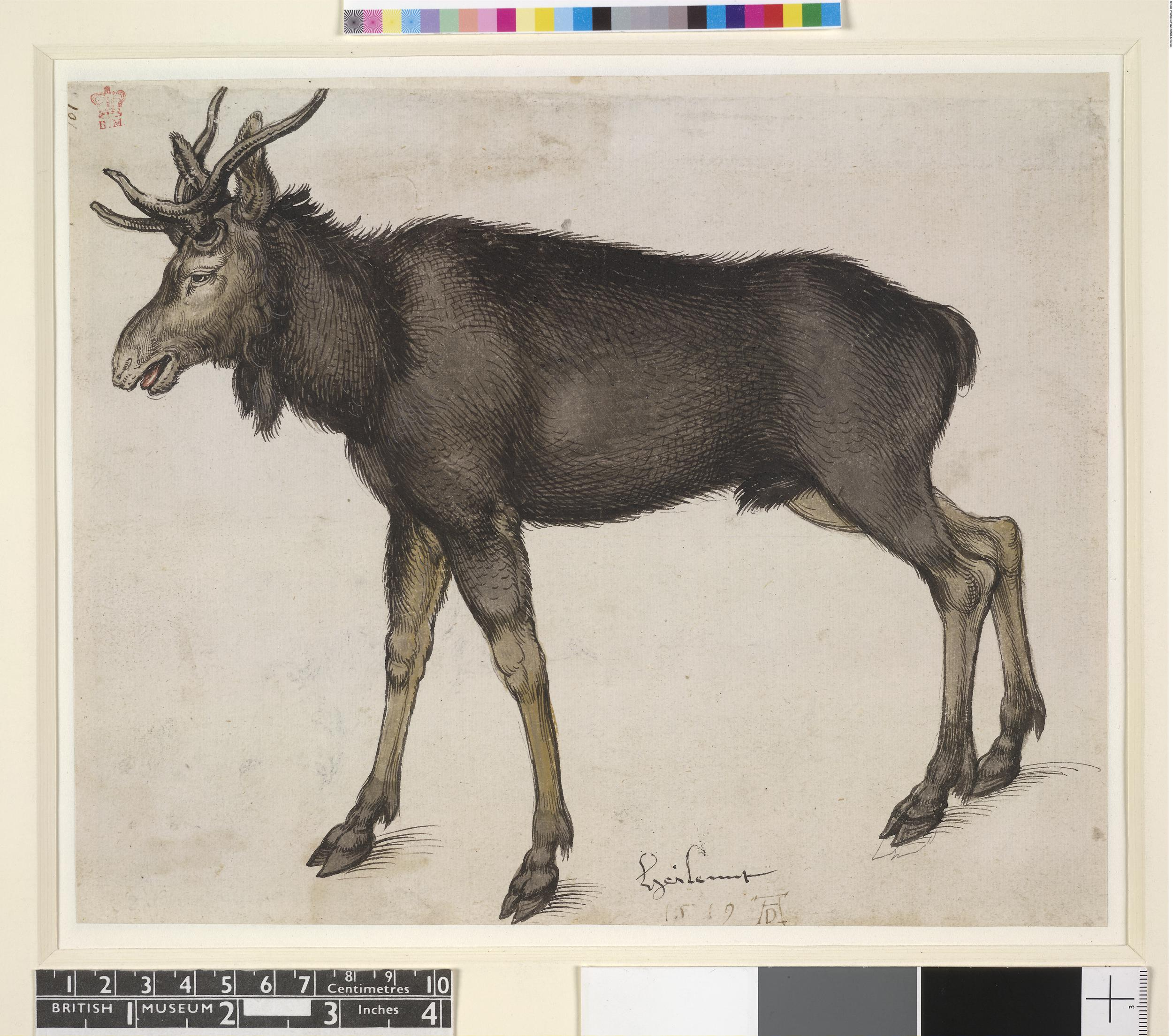
Albrecht Dürer, "Heilennt" (studie van een eland), ca. 1501-1504 (de signatuur "1519 AD" is niet authentiek), Londen, British Museum